# Jerzy Staniszewski
Jerzy Janusz Staniszewski (ur. 16 kwietnia 1896 w Suwałkach, zm. 9–11 kwietnia 1940 w Katyniu) – podpułkownik kawalerii Wojska Polskiego, działacz niepodległościowy.

## Życiorys
Syn Władysława i Marii z Romanów urodzony 16 kwietnia 1896 w Suwałkach, ówczesnej stolicy guberni suwalskiej. Ukończył szkołę handlową w rodzinnym mieście i studiował na Uniwersytecie w Piotrogrodzie.
Uczestnik I wojny światowej. Żołnierz I Korpusu Polskiego w Rosji. W czasie wojny z bolszewikami 1920 walczył w szeregach 10 pułku ułanów.
Po zakończeniu działań wojennych pozostał w wojsku jako oficer zawodowy i kontynuował służbę w 10 pułku ułanów w Białymstoku. 3 maja 1922 został zweryfikowany w stopniu porucznika ze starszeństwem od 1 czerwca 1919 i 60. lokatą w korpusie oficerów jazdy (od 1924 – kawalerii). 31 marca 1924 prezydent RP nadał mu stopień rotmistrza ze starszeństwem z dnia 1 lipca 1923 i 47. lokatą w korpusie oficerów jazdy. Po awansie został przeniesiony do 9 pułku strzelców konnych w Grajewie. 2 grudnia 1930 prezydent RP nadał mu stopień majora ze starszeństwem z dniem 1 stycznia 1931 i 25. lokatą w korpusie oficerów kawalerii. W marcu 1931 został wyznaczony na stanowisko kwatermistrza pułku. Po 1935 został przeniesiony do 8 pułku strzelców konnych w Chełmnie na stanowisko I zastępcy dowódcy pułku. Na podpułkownika został awansowany ze starszeństwem z 19 marca 1939 i 8. lokatą w korpusie oficerów kawalerii.
W czasie kampanii wrześniowej 1939 był dowódcą Oddziału Wydzielonego „Kościerzyna”. 3 września zrzekł się dowództwa, przeprawił na wschodni brzeg Wisły i 9 września w rejonie Torunia dołączył do resztek Pomorskiej Brygady Kawalerii. Później dostał się do sowieckiej niewoli. 28 października tego roku przebywał w Obozie NKWD w Putywlu. W listopadzie 1939 został przeniesiony do Obozu NKWD w Kozielsku. Między 7 a 9 kwietnia 1940 został przekazany do dyspozycji naczelnika Zarządu NKWD Obwodu Smoleńskiego. Między 9 a 11 kwietnia 1940 został zamordowany w Katyniu i tam pogrzebany. Od 28 lipca 2000 spoczywa na Polskim Cmentarzu Wojennym w Katyniu.
5 października 2007 minister obrony narodowej Aleksander Szczygło mianował go pośmiertnie na stopień pułkownika. Awans został ogłoszony 9 listopada 2007, w Warszawie, w trakcie uroczystości „Katyń Pamiętamy – Uczcijmy Pamięć Bohaterów”.

## Ordery i odznaczenia
- Krzyż Walecznych trzykrotnie[17]
- Medal Niepodległości – 23 grudnia 1933 „za pracę w dziele odzyskania niepodległości”[21][22]
- Srebrny Krzyż Zasługi[17]